# Enric X de Reuss-Ebersdorf
Enric X de Reuss-Ebersdorf (en alemany Heinrich X Reuß zu Ebersdorf) va néixer a Lobenstein (Alemanya) el 29 de novembre de 1662 i va morir a Ebersdorf el 10 de juny de 1711. Era el fill petit del comte Enric X de Reuss-Lobenstein (1621-1671) i de Maria Sibil·la de Reuss-Obergreiz (1625-1675). Un cop assolit el títol de comte d'Ebersdorf, Enric X va ser el fundador de branca de Reuss-Ebersdorf.

## Matrimoni i fills
El 29 de novembre de 1694 en va casar a Laubach amb la comtessa Edmunda Benigna de Solms-Laubach (1670-1732), filla del comte Frederic Segimon (1627-1696) i de Benigna de Promnitz-Pless (1648-1702). El matrimoni va tenir vuit fills:
- Benigna Maria (1695-1751)
- Frederica Guillemina (1696-1698)
- Carlota Lluïsa, nascuda i morta el 1698
- Enric XXIX (1699-1747), casat amb Sofia Teodora de Castell-Remlingen (1703-1777).
- Edmunda Dorotea (1700-1756), casada amb Nicolau Lluís de Zinzendorf (1700-1760).
- Enriqueta Bibiana (1702-1745), casada amb Jordi Adolf Marschall de Bieberstein.
- Sofia Albertina (1703-1708)
- Ernestina Elionor (1706-1766)